# Александър Олденбургски
Александър Петрович Олденбургский (на руски: Александр Петрович Ольденбургский) е член на руското императорско семейство Романови. Наследствен принц. Руски офицер, генерал от пехотата и генерал-адютант. Участник в Руско-турската война (1877-1878).

## Биография
Александър Олденбургски е роден на 21 май 1844 г. в семейството на принц Пьотър Олденбургский. Правнук е на император Павел I. Получава домашно образование, след което преминава пълния курс на Императорското правно училище.
Посвещава се и на военното поприще. Назначен е за командир на лейбгвардейския Преображенски полк (1870-1876). Повишен е във военно звание генерал-майор.
Участва в Руско-турската война (1877-1878). Командир на елитната 1-ва Петровска бригада от 1-ва лейбгвардейска пехотна дивизия. Съставена е от лейбгвардейския Преображенски полк и лейбгвардейския Семьоновски полк. Проявява се в Боевете при Етрополе. Награден е с българския орден „Свети Александър“ I ст. (1883).
След войната е командир на Гвардейския корпус (1885-1889). Той е руският кандидат за българския трон след свалянето на Батенберг. Повишен е във военно звание генерал от пехотата и генерал-адютант от 1895 г. Сенатор и член на Държавния съвет (1896).
Сред постиженията на обществената му дейност е откриването на Института по експериментална медицина (дн. Институт „Иван Петрович Павлов“), основаването на климатичния курорт Гагра на Кавказкото крайбрежие на Черно море. Председател на Противочумната комисия и създател на противочумната лаборатория. Попечител на Правното училище.
По време на Първата световна война е върховен началник на санитарната и евакуационна част на Действуващата армия. Неговият девиз е „Нужния човек – на нужното място“.
След Февруарската революция от 1917 г. е уволнен от военна служба от Временното правителство. Емигрира първо във Финландия, а след това във Франция. Установява се в град Биариц. Тук е почетен председател на Съюза на преображенците. Умира през 1932 г.